# Шатен (Вијена)
Шатен (фр. Chatain) насеље је и општина у западној Француској у региону Поату-Шарант, у департману Вијена која припада префектури Монморијон.
По подацима из 2011. године у општини је живело 276 становника, а густина насељености је износила 12,52 становника/km². Општина се простире на површини од 22,05 km². Налази се на средњој надморској висини од 180 метара (максималној 193 m, а минималној 125 m).

## Демографија
| 1962. | 1968. | 1975. | 1982. | 1990. | 1999. | 2011. |
| ----- | ----- | ----- | ----- | ----- | ----- | ----- |
| 385   | 469   | 434   | 391   | 359   | 327   | 276   |

График промене броја становника у току последњих година